# Bugaj (Kalwaria Zebrzydowska)
Bugaj ist eine Ortschaft mit einem Schulzenamt der Gemeinde Kalwaria Zebrzydowska im Powiat Wadowicki der Woiwodschaft Kleinpolen, Polen.

## Geographie

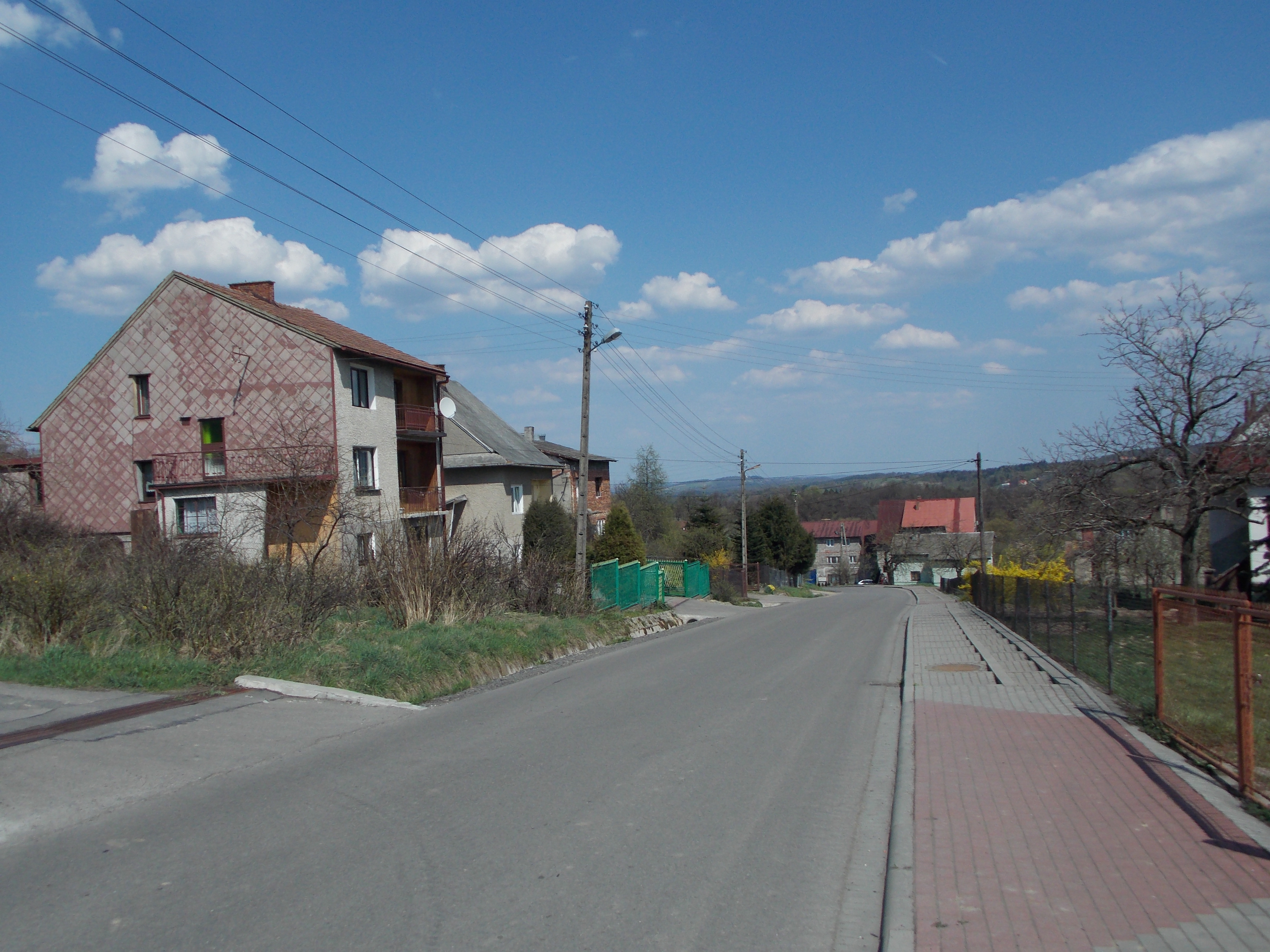
Straße in Bugaj

Die Nachbarorte sind die Stadt Kalwaria Zebrzydowska im Norden, Brody im Osten, Stronie und Leśnica im Süden.

## Geschichte
Bis ungefähr 1584 war das Gebiet des heutigen Dorfes noch bewaldet und unbesiedelt. Es wurde dann von Mikołaj Zebrzydowski unrechtmäßig kolonisiert. Im Jahre 1593 wurde die unklare Situation erstmals akzeptiert.
Bei der Ersten Teilung Polens kam Bugaj 1772 zum neuen Königreich Galizien und Lodomerien des habsburgischen Kaiserreichs (ab 1804).
1918, nach dem Ende des Ersten Weltkriegs und dem Zusammenbruch der k.u.k. Monarchie, kam Bugaj zu Polen. Unterbrochen wurde dies nur durch die Besetzung Polens durch die Wehrmacht im Zweiten Weltkrieg. Es gehörte dann zum Generalgouvernement.
Von 1975 bis 1998 gehörte Bugaj zur Woiwodschaft Bielsko-Biała.